# Loopplank

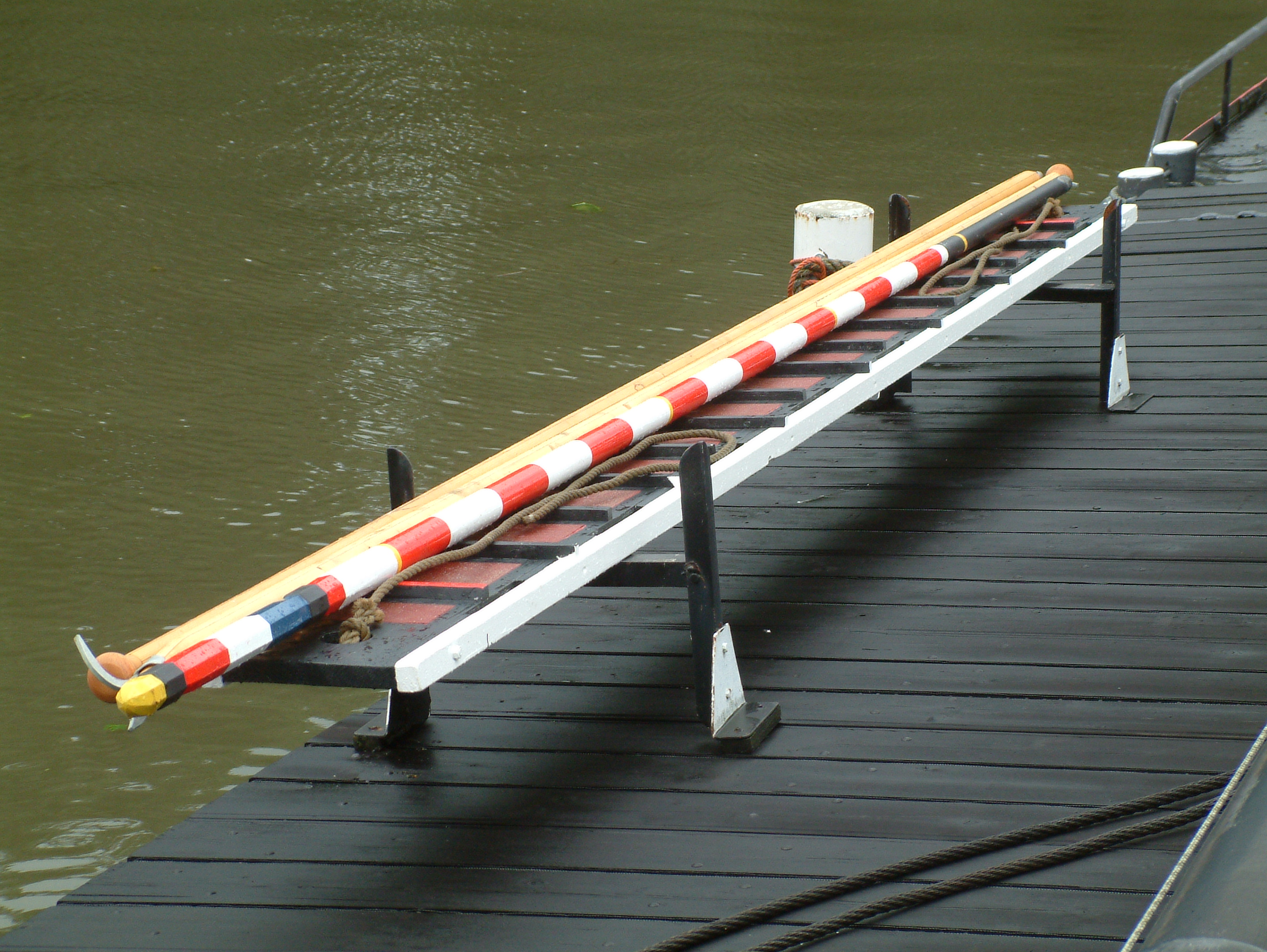
Houten loopplank van een varend monument

Een loopplank is een onderdeel van de uitrusting van een schip. Gewoonlijk van een binnenschip, in de koopvaardij en bij de marine gebruikt men een vergelijkbare valreep of gangway.
Een loopplank wordt ook gebruikt om droog over een sloot te komen.
Zowel bemanningsleden als mensen van de wal moeten op een veilige manier aan de andere kant kunnen komen. Er worden daarom eisen aan een goede loopplank gesteld.

## Eigenschappen
De plank was van oudsher van soepel doch sterk hout gemaakt, tegenwoordig meestal van aluminium. De constructie daarvan dient zo te zijn, dat ook deze blijft drijven. Het is belangrijk dat men niet gaat glijden op de plank, zeker als die nat is.
Op de oude houten planken werd daarvoor een zogenaamde kippenloop aangebracht, dit zijn looplatjes, dwarslatjes tegen het uitglijden. Aan de onderkant, die meestal glad was, werd soms in de laatste verflaag schoon zand gestrooid, waarmee een anti-slipeffect werd bereikt.
Op de moderne aluminium loopplanken is het loopvlak van anti-sliproosterprofiel en hebben ze aan de walzijde aan het uiteinde een roller, waarmee de loopplank zich aanpast aan wisselende waterniveaus. Vaak zit er dan ook nog een heel klein, kort loopplankje van aluminium scharnierend aan vast, voor de makkelijke overgang tussen wal en loopplank.

## Wettelijke voorschriften
Er zijn slechts enkele formele eisen aan een loopplank. Het Arbeidsomstandighedenbesluit vereist niets anders dan deugdelijke toegangsmiddelen.
Voor binnenschepen moeten ze ten minste 0,40 m breed en ten minste 4 m lang zijn, met de zijkanten door een lichte streep gemarkeerd; deze loopplank moet van een leuning zijn voorzien. Voor passagiersschepen in de binnenvaart moeten ze echter voldoen aan de Europese Norm EN 14206:2013.
Maar het is een eis van goed zeemanschap dat een schipper niet gaat varen met een kennelijk ondeugdelijke loopplank. Een loopplank wordt deugdelijk geacht als hij aan beide zijden is voorzien van scepterbussen en scepters met touwen ertussen, op een hoogte van ongeveer 100 cm.

## Afmetingen
De schipper bepaalde zelf in het gebruik wat de meest praktische afmetingen waren. Op varende monumenten treft men soms planken niet breder dan 20 cm aan. Tegenwoordig begint het meestal bij zo'n 30 cm, maar in feite wordt de breedte aangepast aan de toepassing. Dit geldt ook voor de lengte. Op de moderne binnenschepen houdt men het meestal op pakweg 3 meter, in de handel op voorraad leverbaar zijn lengten van 2 tot 8 meter met een breedte van 400, 500 en 600 mm.
Loopplanken naar pontons kunnen gemakkelijk een paar meter breed zijn, men spreekt dan eerder van een loopbrug.

## Alternatief
Voor het overbruggen van korte afstanden ziet men in de recreatievaart ook wel gewone aluminium ladders, waar met popnagels over de treden een reep aluminium traanplaat is bevestigd. Als de plank dan een keer erg schuin komt te staan, kan hij met de treden naar boven gebruikt worden, voor een betere grip.
Voor het overgangsgebied tussen schip en wal bij binnenvaartschepen worden in internationaal verband normen ontwikkeld voor ontwerp, constructie, uitrusting, methoden en technologie gebruikt in scheepsbouw en scheepvaart. Voorbeelden:
- NEN-EN 1502:2023 en: Schepen voor de binnenvaart – Buitenboordtrappen
- NEN-EN 17361:2023 en: Binnenvaartschepen – Buitenboordladder

## Foto's

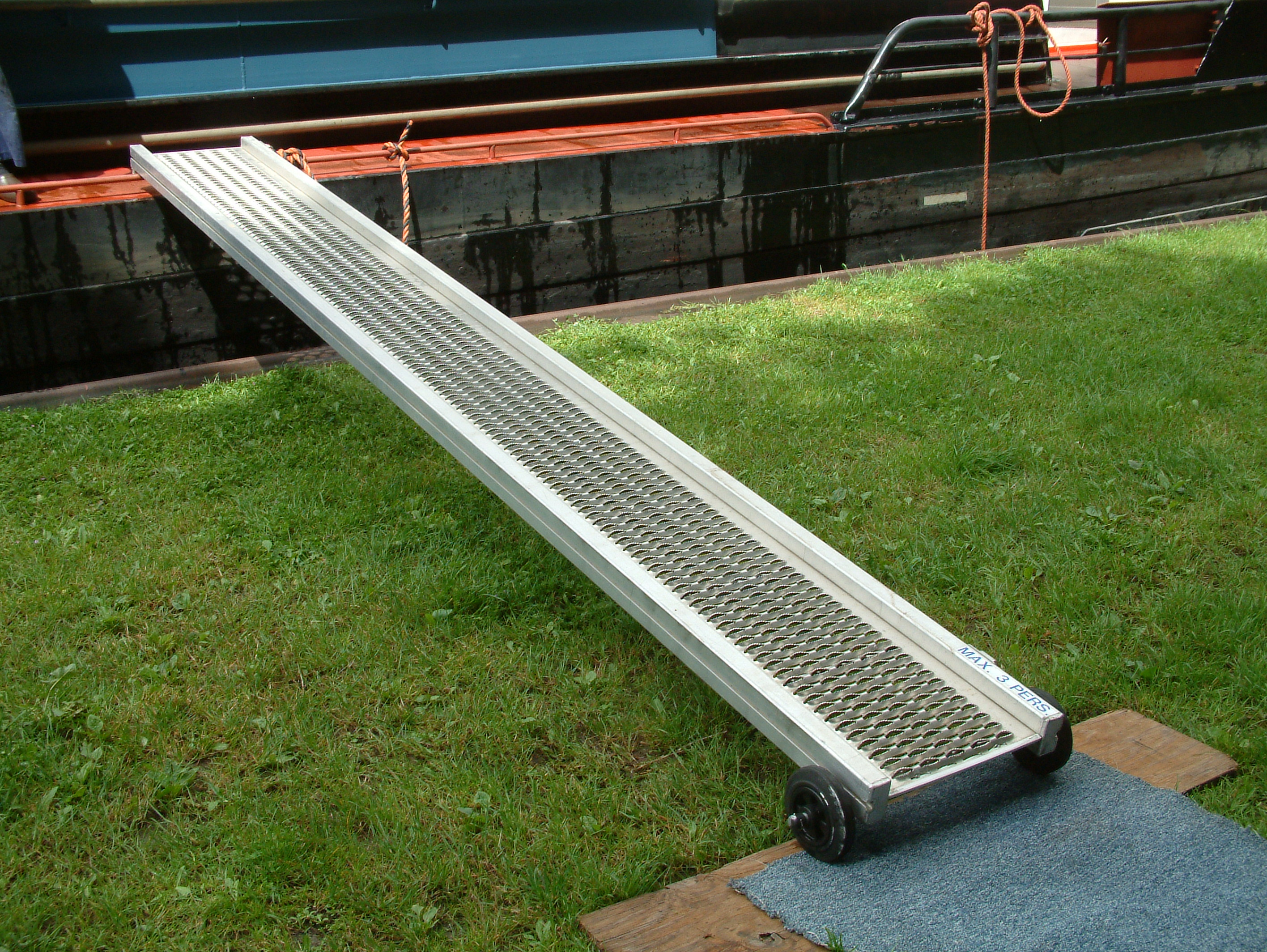
Aluminium loopplank
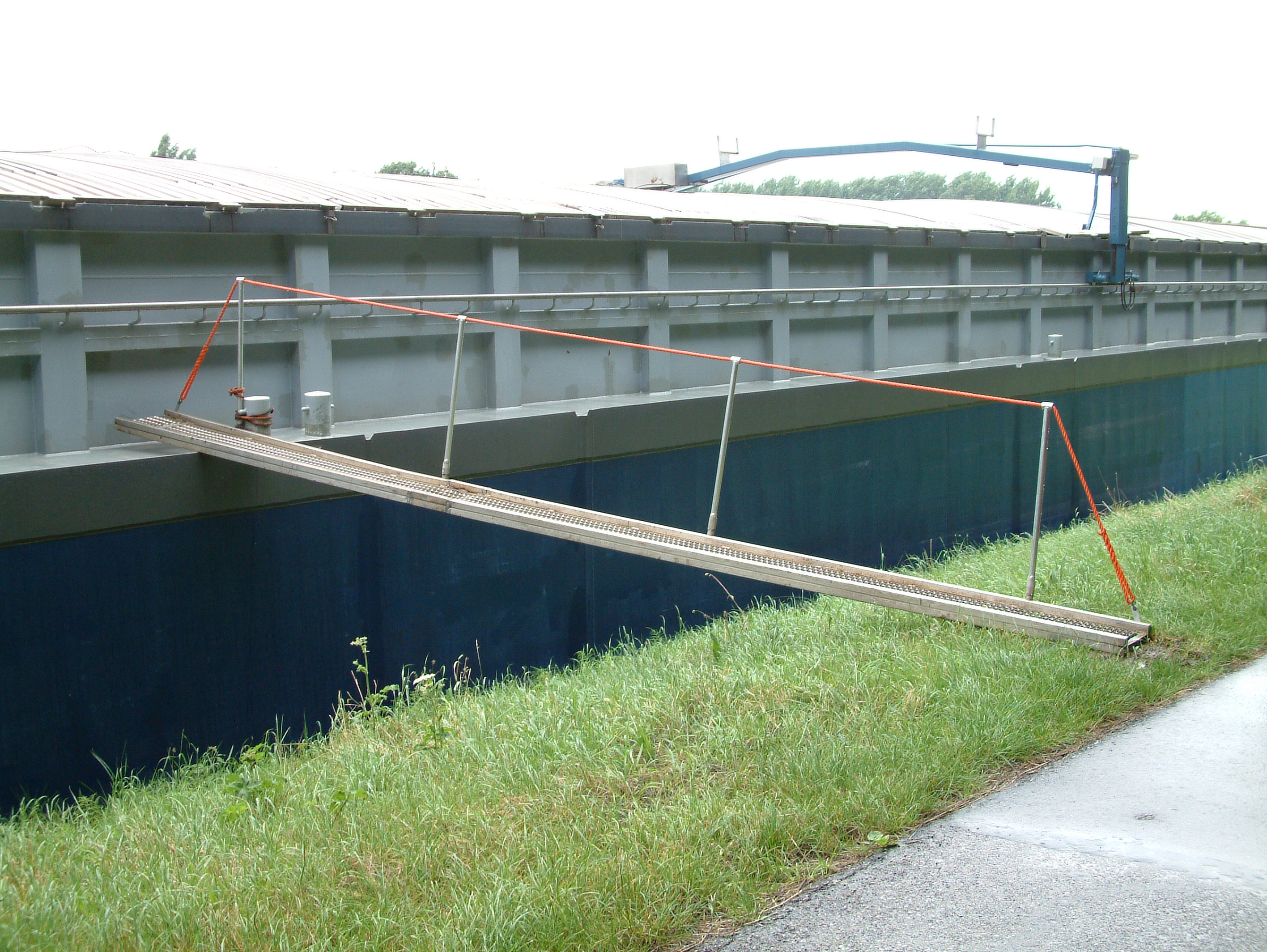
Loopplank van de Aspali, volgens ARBO norm
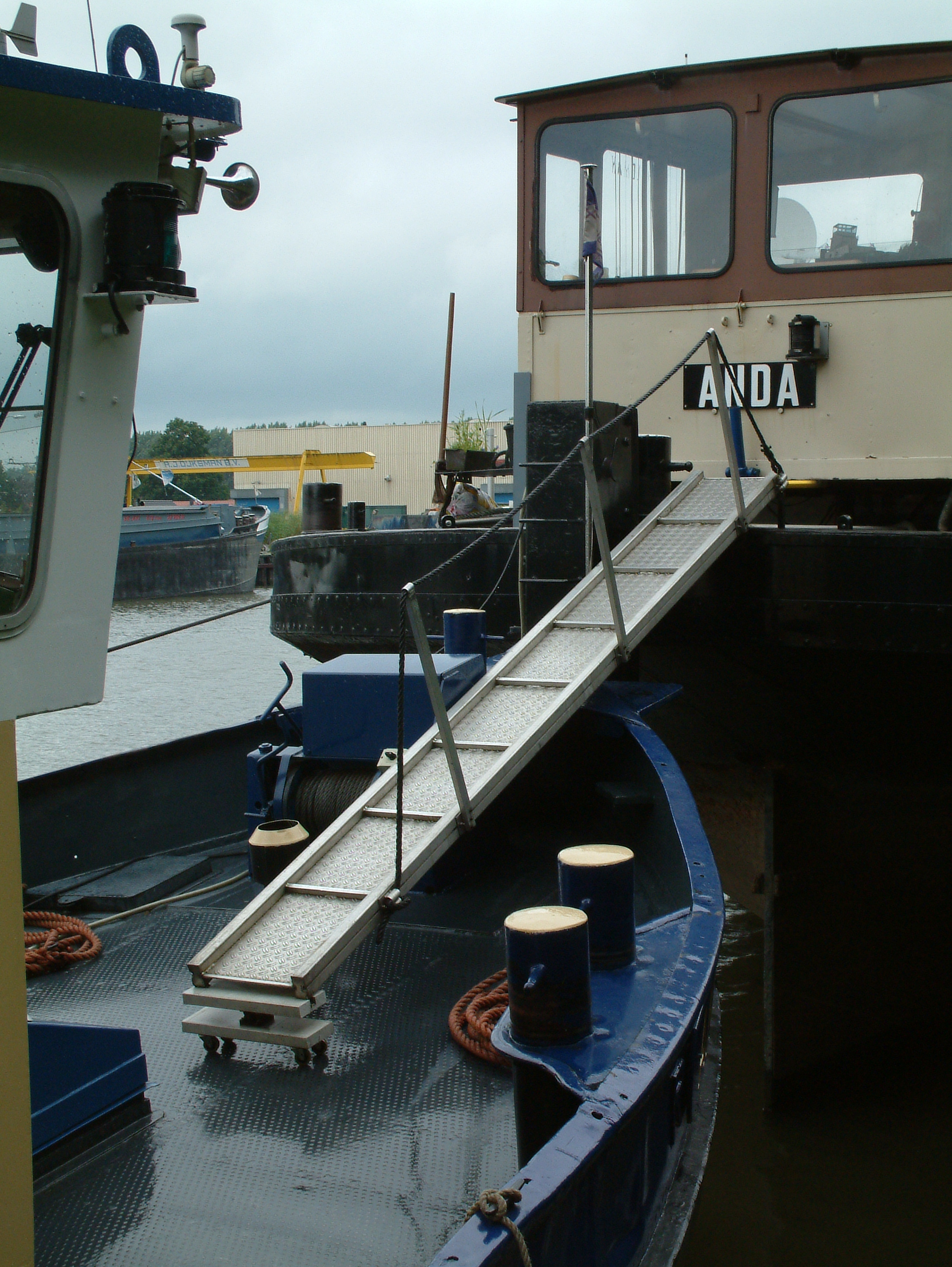
Loopplank tussen twee binnenschepen
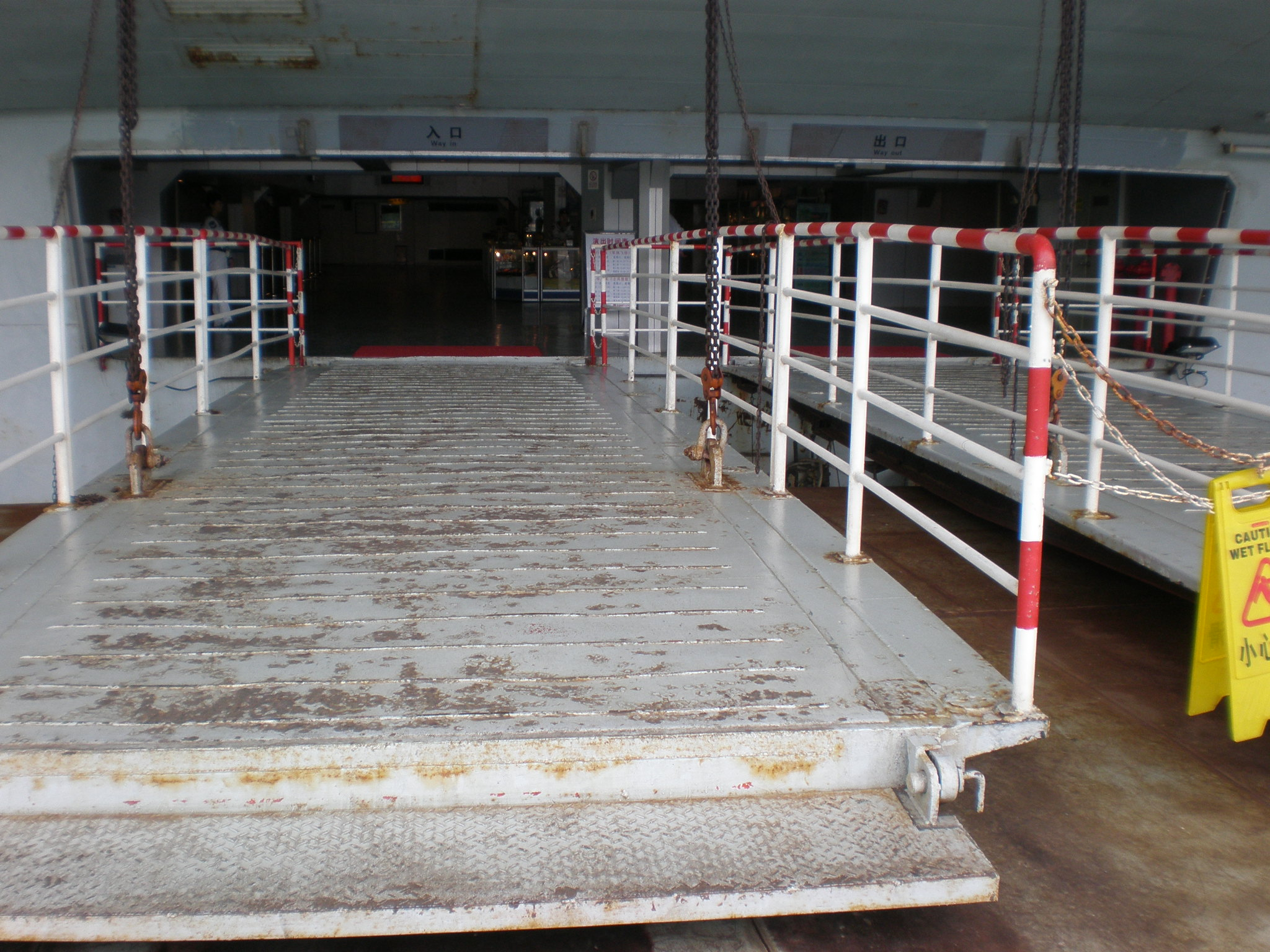
Loopbrug